# Elena Dhont
Elena Dhont (Lochristi, 27 maart 1998) is een Belgisch voetbalspeelster. Ze speelt als aanvaller voor US Sassuolo in de Serie A.

## Clubcarrière
Elena Dhont begon haar profcarrière bij KAA Gent in 2013. Hier speelde ze twee seizoen waarna ze de club verliet alvorens ze in 2019 terugkeerde bij de club.
In mei 2020 tekende ze een contract voor twee seizoenen bij FC Twente, waarmee ze vanaf seizoen 2020–21 in de Nederlandse Eredivisie speelt. In haar tijd bij FC Twente liep Dhont tweemaal een zware blessure op waardoor ze veel wedstrijden moest missen.
Na vier seizoen in Nederland maakte Dhont in de zomer van 2024 een transfer naar het Italiaanse US Sassuolo.

## Statistieken
| Seizoen | Club            | Land      | Competitie         | Wedstrijden | Doelpunten |
| ------- | --------------- | --------- | ------------------ | ----------- | ---------- |
| 2013/14 | KAA Gent Ladies | België    | BEL                | 8           | 0          |
| 2014/15 | KAA Gent Ladies | België    | BEL                | 16          | 0          |
| 2019/20 | KAA Gent Ladies | Belgie    | SUL                | –           | –          |
| 2020/21 | FC Twente       | Nederland | Eredivisie         | 6           | 3          |
| 2021/22 | FC Twente       | Nederland | Vrouwen Eredivisie | 6           | 1          |
| 2022/23 | FC Twente       | Nederland | Vrouwen Eredivisie | 20          | 8          |
| 2023/24 | FC Twente       | Nederland | Vrouwen Eredivisie | 6           | 2          |
| 2024/25 | US Sassuolo     | Italië    | Serie A            |             |            |
| Totaal  | Totaal          | Totaal    | Totaal             | 62          | 14         |

Laatste update: 11 juli 2024

## Interlandcarrière
Dhont speelt sinds 2019 bij de Red Flames, het Belgische nationale vrouwenelftal.